# Chironomus
Genre
Chironomus est un genre de diptères nématocères de la famille des Chironomidae (les chironomes) dont les larves sont connues sous le nom de « vers de vase » (rouges, parfois verts).

## Liste d'espèces
Selon ITIS :
- Chironomus anonymus Williston
- Chironomus anthracinus Zetterstedt, 1860
- Chironomus athalassicus Cannings, 1975
- Chironomus atrella (Townes, 1945)
- Chironomus atritibia Malloch, 1934
- Chironomus atroviridis (Townes, 1945)
- Chironomus attenuatus Walker, 1848
- Chironomus bimaculus Walker, 1848
- Chironomus biseta (Townes, 1945)
- Chironomus borealis Curtis, 1835
- Chironomus boydi
- Chironomus brevipalpis (Kieffer, 1926)
- Chironomus brunneipennis Johannsen, 1905
- Chironomus carus (Townes, 1945)
- Chironomus chelonia (Townes, 1945)
- Chironomus crassicaudatus Malloch, 1915
- Chironomus cucini Webb, 1969
- Chironomus decorus Johannsen, 1905
- Chironomus decumbens Malloch, 1934
- Chironomus edwardsi Kruseman
- Chironomus equisitus
- Chironomus esakii Tokunaga
- Chironomus excavatus Kieffer, 1917
- Chironomus excisus Kieffer, 1917
- Chironomus frommeri Atchley & Martin, 1971
- Chironomus halophilus Packard, 1873
- Chironomus harti Malloch, 1915
- Chironomus hawaiiensis Grimshaw
- Chironomus hyperboreus Staeger, 1845
- Chironomus jacundus Walker
- Chironomus major Wulker & Bulter, 1983
- Chironomus maturus Johannsen, 1908
- Chironomus melanderi Kieffer, 1917
- Chironomus nigritibia Walker, 1848
- Chironomus ochreatus (Townes, 1945)
- Chironomus pallidivittatus Malloch, 1915
- Chironomus pauciplumatus Hardy, 1960
- Chironomus pilicornis (Fabricius, 1794)
- Chironomus plumosus (Linnaeus, 1758)
- Chironomus prior Butler, 1982
- Chironomus pungens (Townes, 1945)
- Chironomus redeuns Walker
- Chironomus riparius Meigen, 1804
- Chironomus salinarius Kieffer, 1915
- Chironomus samoensis Edwards, 1928
- Chironomus sanctipaula Sublette, 1966
- Chironomus staegeri Lundbeck, 1898
- Chironomus stigmaterus Say, 1823
- Chironomus stylifera Johannsen
- Chironomus subtendens Townes
- Chironomus tamapullus (Sasa, 1981)
- Chironomus tardus Butler, 1982
- Chironomus tentans Fabricius, 1805
- Chironomus trichomerus Walker, 1848
- Chironomus tuberculatus (Townes, 1945)
- Chironomus tuxis Curran, 1930
- Chironomus utahensis Malloch, 1915
- Chironomus viridulus Linnaeus
- Chironomus vockerothi Rasmussen, 1984
- Chironomus whitseli Sublette & Sublette, 1974
- Chironomus yoshimatsui Martin & Sublette, 1972

Noms en synonymie
- Chironomus elegans, un synonyme de Eurycnemus crassipes

### Espèces fossiles
Selon Paleobiology Database :
- †Chironomus abietarius, Meunier 1904
- †Chironomus almelanderi, Arnaud 1966
- †Chironomus antiquus, Von Heyden 1859
- †Chironomus aquisextanus, Théobald 1937
- †Chironomus bituminosus, Von Heyden 1870
- †Chironomus brevirostris, Giebel 1856
- †Chironomus caliginosus, Meunier 1904
- †Chironomus decrepitus, Von Heyden 1870
- †Chironomus depletus, Scudder 1877
- †Chironomus elegantulus Meunier 1904
- †Chironomus gaudini Heer 1865
- †Chironomus haustus, Meunier 1912
- †Chironomus inclusus, Meunier 1912
- †Chironomus inglorius, Meunier 1904
- †Chironomus lacunus, Meunier 1904
- †Chironomus lacus, Meunier 1904
- †Chironomus leucomelas, Gistl 1831
- †Chironomus meticulosus, Meunier 1904
- †Chironomus meunieri, Arnaud 1966
- †Chironomus meyeri, Heer 1849
- †Chironomus microcephalus, Giebel 1856
- †Chironomus obsoletus, Heer 1849
- †Chironomus oeningensis, Heer 1849
- †Chironomus paludosus, Meunier 1904
- †Chironomus patens, Scudder 1877
- †Chironomus pausatus, Melander 1949
- †Chironomus pliocenicus, Piton 1935
- †Chironomus primaevus, Melander 1949
- †Chironomus pristinus, Melander 1949
- †Chironomus proterus, Melander 1949
- †Chironomus requiescens, Melander 1949
- †Chironomus scudderiellus, Cockerell 1916
- †Chironomus septus, Scudder 1890
- †Chironomus sepultus, Heer 1849
- †Chironomus serresi, Théobald 1937
- †Chironomus subobscurus, Meunier 1904
- †Chironomus tenebricosus, Meunier 1904
- †Chironomus tenebrosus, Meunier 1904
- †Chironomus uliginosus, Meunier 1904
- †Chironomus umbraticus, Meunier 1904
- †Chironomus umbrosus, Meunier 1904
- †Chironomus vagabundus, Meunier 1904
- †Chironomus venerabilis, Etheridge and Olliff 1890

## Galerie

Espèces vivantes du genre Chironomus
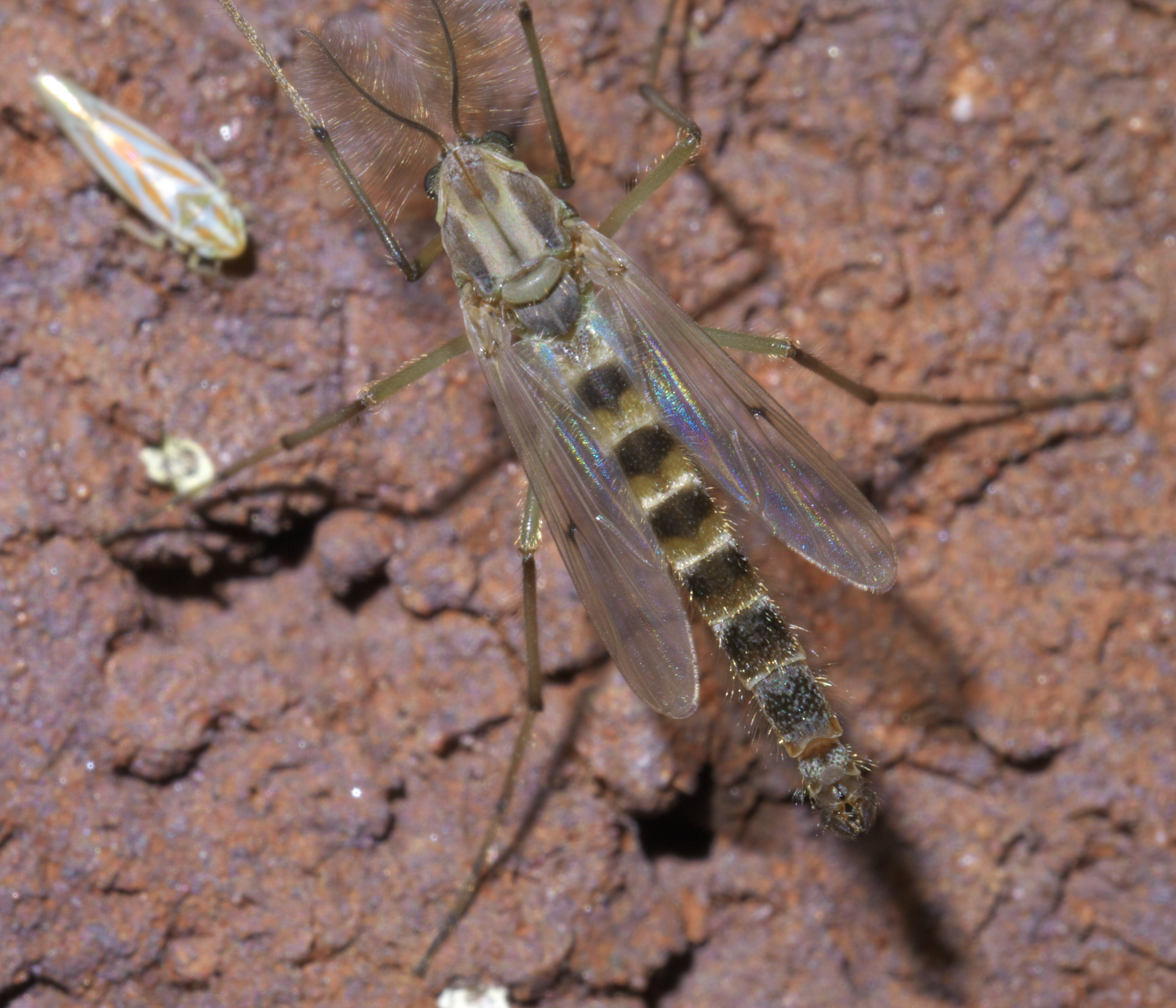
Chironomus crassicaudatus.
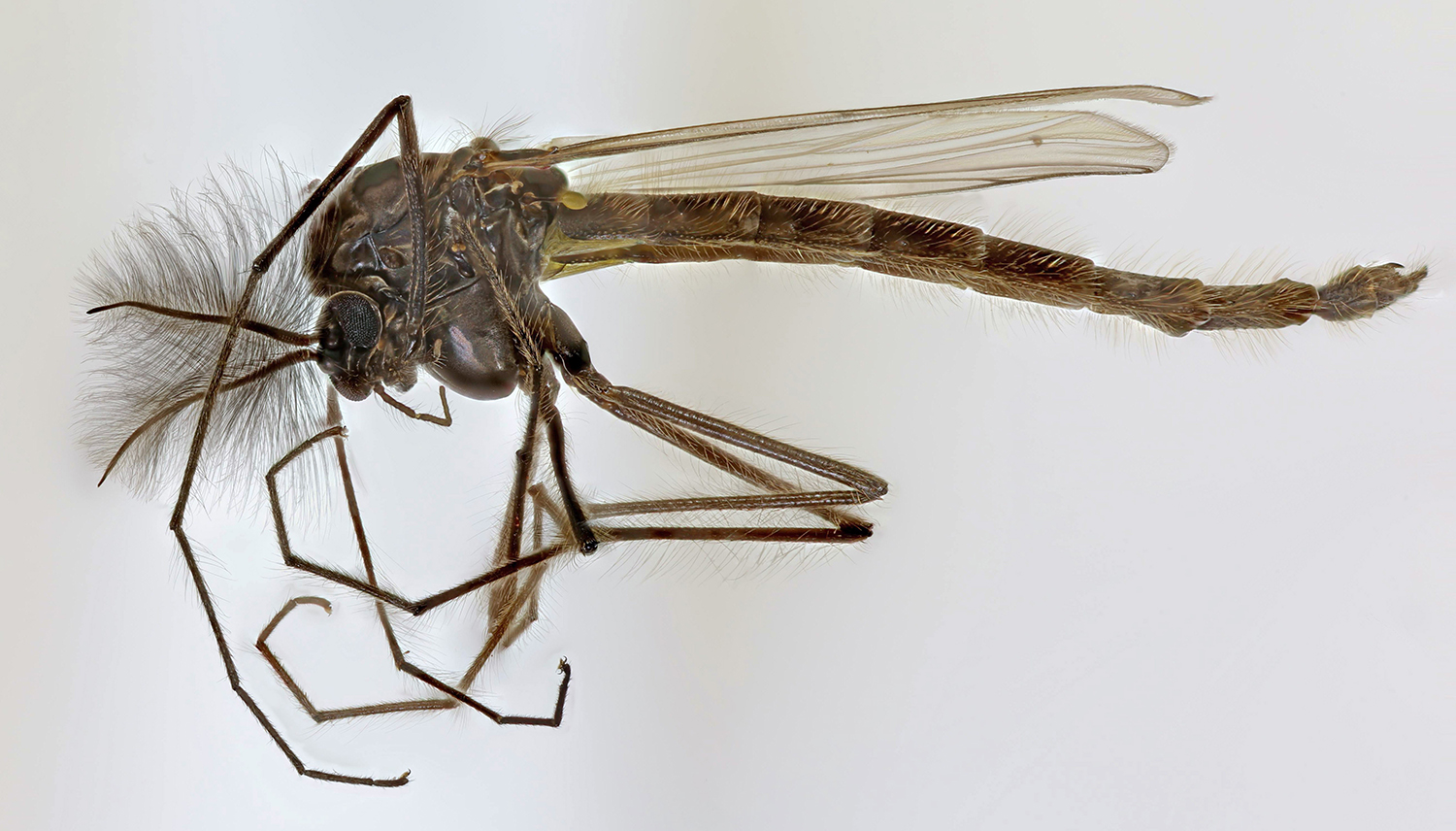
Chironomus anthracinus.
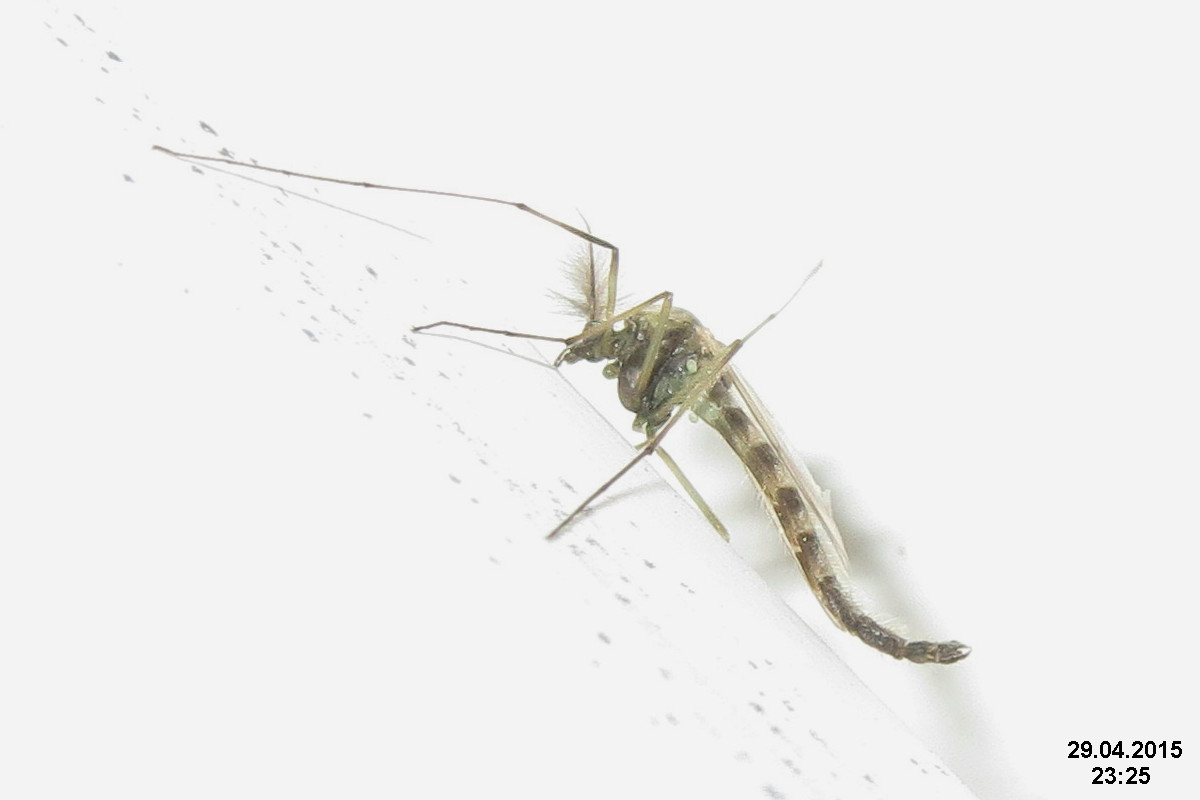
Chironomus plumosus.
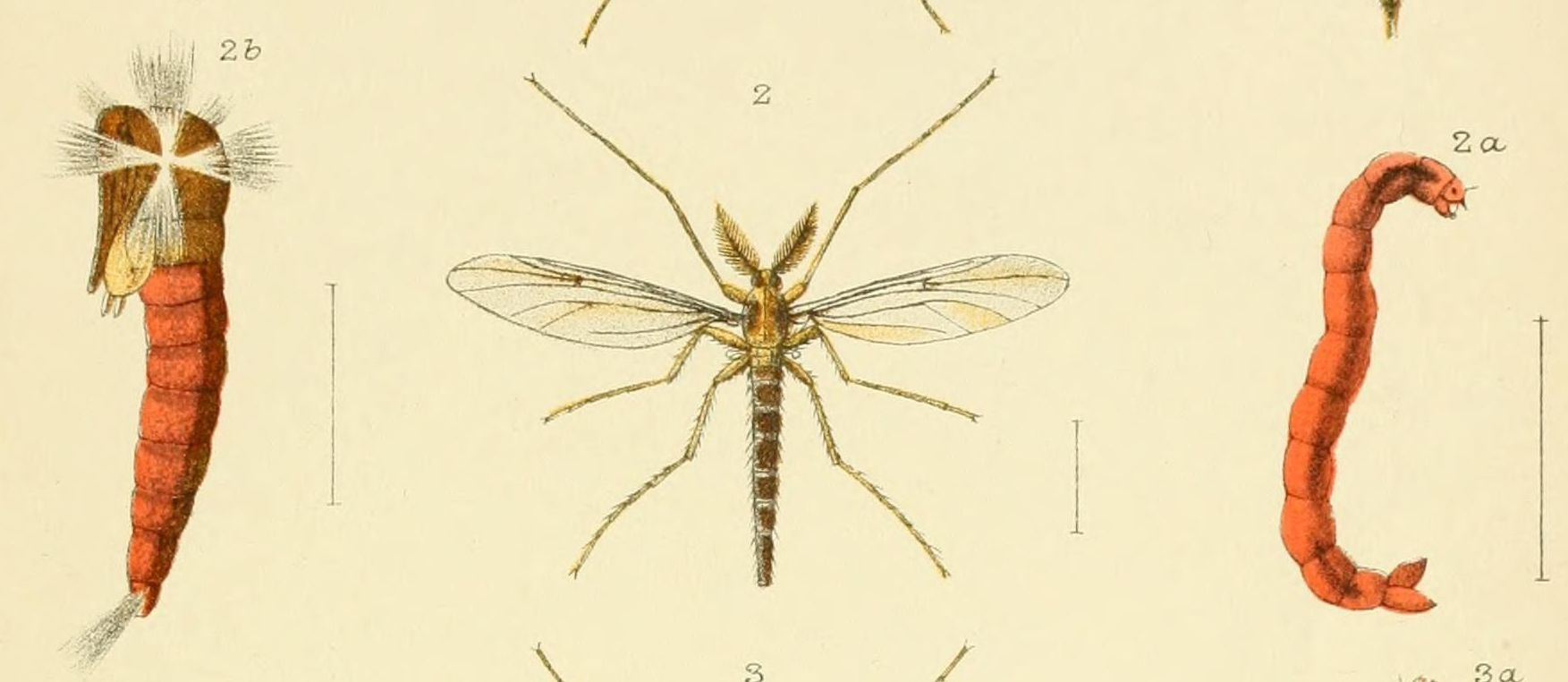
Chironomus zealandicus.
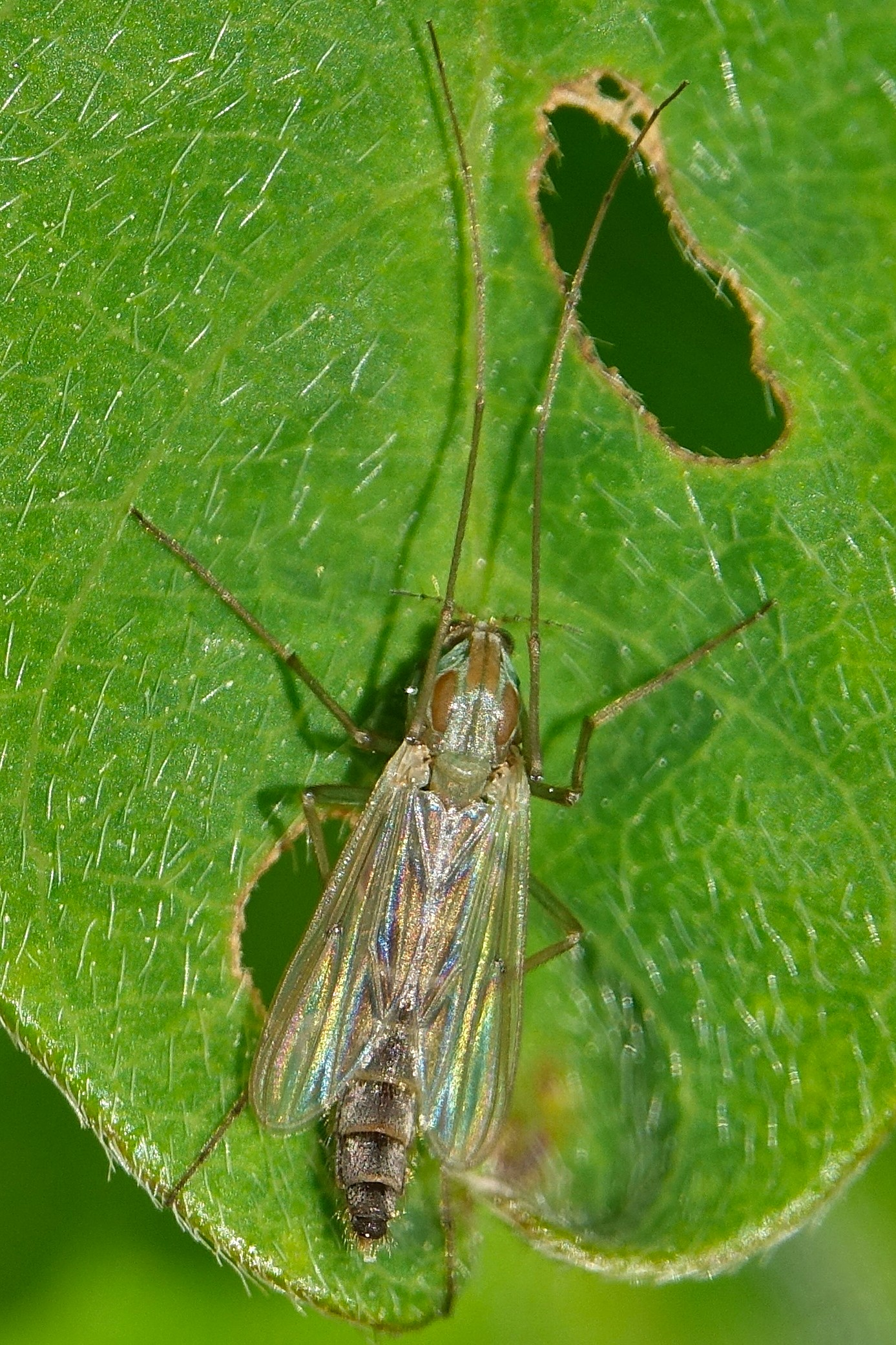
Chironomus yoshimatsui.